# Zanthoxylum micranthum
Zanthoxylum micranthum är en vinruteväxtart som beskrevs av William Botting Hemsley. Zanthoxylum micranthum ingår i släktet Zanthoxylum och familjen vinruteväxter. Inga underarter finns listade i Catalogue of Life.